# President (Schiff, 1800)
Die President war eine schwere Fregatte der United States Navy mit (nominell) 44 Geschützen, die im Ersten Barbareskenkrieg und im Britisch-Amerikanischen Krieg mit zum Einsatz kam. Sie wurde 1815 von den Briten erobert, in die Royal Navy übernommen und 1818 abgewrackt.

## Geschichte des Schiffs
Die President war eine der ersten sechs Fregatten der US Navy und gehörte mit ihren beiden Schwesterschiffen Constitution und United States zu einem neuen Typ großer Fregatten, die mehr und stärkere Geschütze besaßen als die meisten bis dahin gebauten Fregatten. Während die europäischen Standardfregatten in ihrer Hauptbatterie meist um die 26 18-Pfünder-Kanonen führten, besaßen die großen US-Fregatten stattdessen 30 24-Pfünder. Die President galt als das am besten segelnde Schiff der drei schweren US-Fregatten der Klasse. Das von Joshua Humphreys, Josiah Fox und William Doughty entworfene Schiff wurde nominell als „44 gun frigate“ bezeichnet, führte tatsächlich aber über 50 Geschütze. Es lief am 10. April 1800 auf der Werft von Christian Bergh am East River in New York vom Stapel. Der erste Kommandant war Thomas Truxton.
Die Fregatte war das Flaggschiff von Kommodore Richard Dale im Mittelmeer 1801/02, wo sie amerikanische Handelsschiffe gegen Übergriffe der Barbaresken schützte. 1804/05 war sie am Ersten Barbareskenkrieg beteiligt, in dem sie den Hafen von Tripolis blockierte. Von 1809 bis 1812 kreuzte sie vor der Ostküste der Vereinigten Staaten.

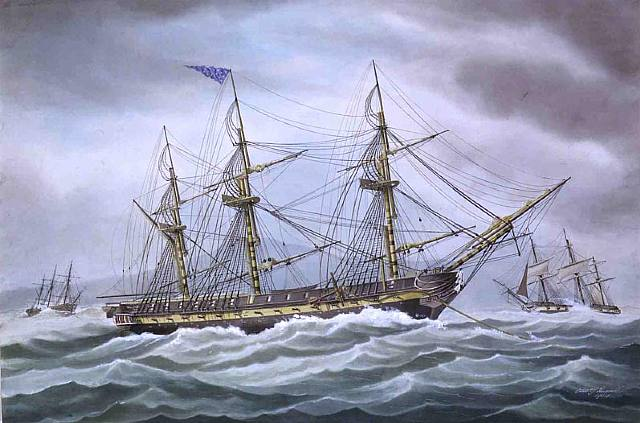
Die President im Sturm vor Anker

Nach der Zwangsrekrutierung eines Seemanns der amerikanischen Brigg Spitfire vor Sandy Hook durch die britische Fregatte Guerriere wurde die von John Rodgers geführte Fregatte zu Patrouillen vor New York abgeordnet. Hierbei stieß sie am 16. Mai 1811 auf das britische Kriegsschiff Little Belt, ein Schiff von 20 Geschützen (sechsten Ranges). Am frühen Morgen des folgenden Tages kam es zu einem 12 bis 15 Minuten langen Feuergefecht. Die genauen Umstände sind aufgrund der sich widersprechenden Angaben der Kommandanten unklar: Beide beschuldigten jeweils die andere Seite, sich nicht identifiziert und als erste geschossen zu haben. Es ist denkbar, dass Rodgers annahm, die Guerriere vor sich zu haben, und diese für die Zwangsrekrutierung bestrafen wollte. Die President musste lediglich leichte Schäden an der Takelage und die Verwundung eines Besatzungsmitglieds hinnehmen, während die wesentlich kleinere und leichter bewaffnete Little Belt schwer beschädigt wurde und 10 Tote und 22 Verwundete zu beklagen hatte, von denen drei noch starben. Nach der Einstellung des Feuers und der Identifizierung der Little Belt bot Rodgers den Briten Hilfe an, was diese jedoch ablehnten. Das angeschlagene Schiff gelangte nur mit Mühe nach Halifax und wurde noch im selben Jahr ausgemustert, da die Schäden so schwer waren, dass sich eine Reparatur nicht mehr lohnte. Der Zwischenfall erregte sowohl in Großbritannien als auch in den Vereinigten Staaten großes Aufsehen und wurde in letzteren größtenteils als gerechtfertigte Handlung bzw. Vergeltung für den Chesapeake-Leopard-Zwischenfall gewertet. Obwohl man britischerseits den Angriff als ungerechtfertigte Aggression sah, blieben Vergeltungsaktionen aus, wahrscheinlich weil man die ohnehin stark belasteten Beziehungen zu den Vereinigten Staaten nicht weiter verschlechtern wollte. Eine von Rodgers beantragte Untersuchung des Zwischenfalls durch amerikanische Marineoffiziere bestätigte seine Darstellung in allen Punkten.
Nach dem Ausbruch des Krieges von 1812 mit Großbritannien lief die President am 21. Juni 1812 zusammen mit Congress, Hornet, Argus und United States zu einem Vorstoß in den Nordatlantik aus. Am 23. Juni 1812 traf sie auf die britische Fregatte Belvidera, die nach einer achtstündigen Jagd entkommen konnte, weil eines der Buggeschütze der President explodierte und mehrere Besatzungsmitglieder tötete oder verwundete, darunter Rodgers, der sich ein Bein brach. Nach einem Stopp in Boston stach die President am 3. Oktober erneut in See und kehrte nach einer ereignislosen Fahrt am 31. Dezember wieder dorthin zurück.
Am 30. April 1813 lief die Fregatte zu einem weiteren Vorstoß in den Nordatlantik aus. Am 23. September zwang sie vor New York den britischen Schoner Highflyer (5 Kanonen) zur Kapitulation und lief am 27. September in Newport ein. Von hier aus begann das Schiff am 4. Dezember eine Fahrt in die Karibik, von der es im Februar 1814 nach New York zurückkehrte. Die Blockade durch einen überlegenen britischen Flottenverband zwang die Besatzung, ein Jahr lang im Hafen zu bleiben.
Nachdem der britische Verband durch einen Schneesturm von seiner Blockadeposition abgetrieben worden war, lief die President unter dem Kommando von Kapitän Stephen Decatur junior am 14. Januar 1815 aus New York aus, strandete aber bei Sandy Hook auf einer Sandbank, weil der Lotse wegen schlechten Wetters die Orientierung verloren hatte. Decatur bekam das Schiff zwar wieder frei, doch war der Kiel gebrochen und das Ruder schwer beschädigt. Wegen widriger Winde war New York nicht ansteuerbar. Am Morgen des 15. Januar traf die Fregatte auf das britische Blockadegeschwader aus Razee Majestic (54 Kanonen) und den Fregatten Endymion (40 Kanonen), Pomone und Tenedos (beide 38 Kanonen). Nach einer längeren Verfolgungsjagd gelang es der Endymion, zur President aufzuschließen und mehrere Breitseiten in deren Heck zu feuern, die erhebliche Schäden anrichteten und Verluste unter der Mannschaft verursachten. Die Amerikaner konnten nicht zurückschießen, ohne den Kurs zu ändern und damit die Chancen auf ein Entkommen zu verringern, weshalb Decatur Kurs halten ließ und das Feuer der gegnerischen Fregatte nicht beantwortete. Nach einer halben Stunde wurden die Verluste und Schäden jedoch so schwerwiegend, dass sich Decatur gezwungen sah, den Kampf aufzunehmen. Es gelang zwar, die leichter gebaute und bewaffnete Endymion schwer zu beschädigen und zum Abdrehen zu zwingen, gegen 23 Uhr wurde die President aber von der Pomone eingeholt, die zwei präzise und wirksame Breitseiten in das amerikanische Schiff feuerte. Da die Tenedos ebenfalls näher kam und ein Entkommen unmöglich war, strich Decatur die Flagge und ergab sich den Briten. Seine Besatzung hatte 35 Tote und 70 Verwundete zu beklagen.
Die Eroberung der amerikanischen Fregatte war ein wichtiger Erfolg für die Briten, die damit eine der überschweren Fregatten der Amerikaner in ihre Hand brachten. Die President wurde unter erheblichen Schwierigkeiten (sie wurde zwei Tage nach dem Gefecht durch eine Sturmbö vollständig entmastet) nach Bermuda gebracht und als Prise in die Royal Navy übernommen. Sie war aber durch die dem Gefecht vorausgegangene Grundberührung zu schwer in der Substanz beschädigt, um wieder seeklar gemacht zu werden. Sie wurde aufgemessen und 1818 in Portsmouth abgewrackt, da sich eine Reparatur aufgrund ihrer verrotteten Hölzer nicht mehr lohnte. Nach den abgenommenen Linien wurde daraufhin eine neue Fregatte selben Namens gebaut. Der Grund für die Kopie lag für die Briten vor allem darin, weiterhin eine President als Ersatz für die nicht zu erhaltende Kriegstrophäe zu besitzen.